# Antispila oinophylla

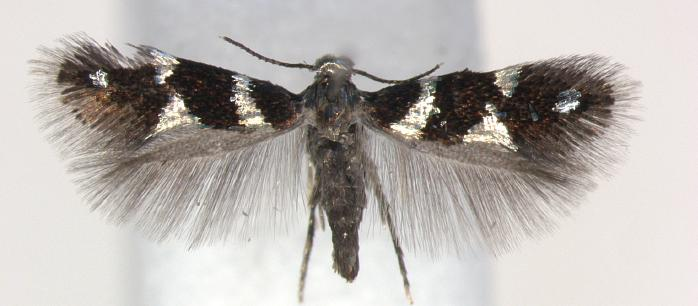
Самка Antispila oinophylla

Antispila oinophylla  (лат.) — вид молей-блестянкок из рода Antispila (Heliozelidae), развивающийся на винограде. Канада и США. 

## Распространение
Обнаружены в Северной Америке (Канада, США), включая Онтарио, Квебек, Коннектикут, Джорджия, Кентукки, Нью-Йорк, Теннеси и Вермонт. Находки молей-блестянок под названием Antispila ampelopsifoliella из штатов Мэн, Миссури и Огайо могут быть также трактованы как принадлежащие к этому новому виду. В Европе найдены в северной Италии, куда они были интродуцированы.

## Описание
Размах крыльев 4,8—6,2 мм. Самцы: длина передних крыльев 2,5–2,8 мм (2,6 ± 0,10, n=11), размах крыльев 5,5–6,2 мм, усики из 25–31 члеников (29,1 ± 1,9, n=11). Самка: длина передних крыльев 2.3–2.8 мм (2.5 ± 0.16, n=10), размах крыльев 4.8–5.6 мм, усики из 25–29 сегментов (27.2 ± 1.4, n=8).
В Северной Америке их личинки обнаружены питающимися на листьях винограда (Vitis): Vitis aestivalis (var. aestivalis и var. bicolor), Vitis labrusca, Vitis riparia и Vitis vulpina. По наблюдениям, проведенным в смешанных группах сортов виноградников обнаружено предпочтение для некоторых сортов винограда (например, Каберне-совиньон, Шардоне, Мускат). В Италии найдены на различных культиварах и гибридах винограда культурного (Vitis vinifera), в том числе и на промышленных виноградниках, где в некоторых местах могут поражать до 90 % листьев. Первое поколение молей вылетает в июне. Дополнительная генерация выходит из куколок в середине августа. Активное минирование листьев также обнаружено на девичьем винограде пятилисточковом (Parthenocissus quinquefolia). Antispila oinophylla стал первым инвазивным представителем семейства Heliozelidae, завезённым в Европу (Lopez-Vaamonde et al. 2010).
Вид был впервые описан в 2012 году голландским энтомологом Эриком ван Ньюкеркеном (Erik J. van Nieukerken; Netherlands Centre for Biodiversity, Naturalis, Лейден) и американским биологом Дэвидом Вагнером (David L. Wagner; Department Ecology & Evolutionary Biology, University of Connecticut, Storrs, США). 

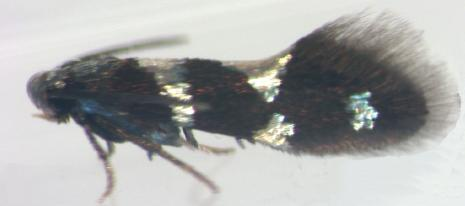
Самец сбоку
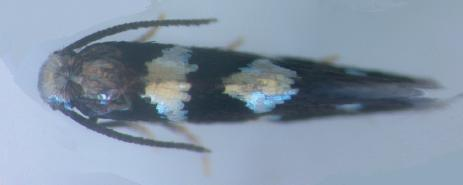
Самец сверху
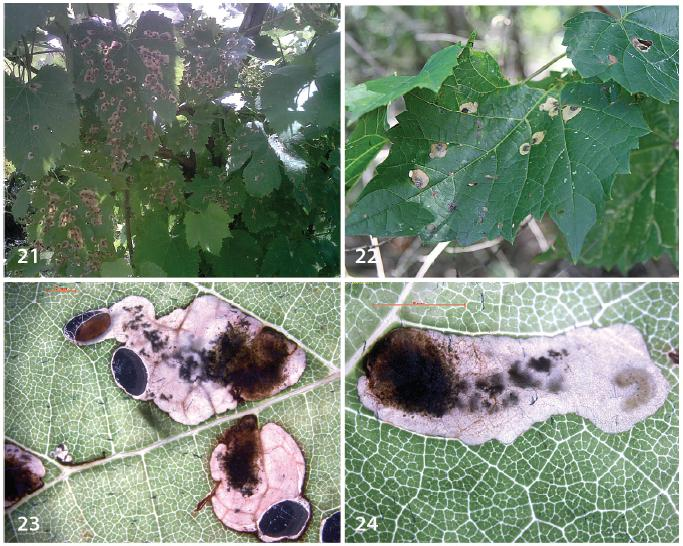
21, 23, 24: Италия, Borgo Valsusana — на Vitis vinifera, 22 США: Вермонт — на Vitis riparia
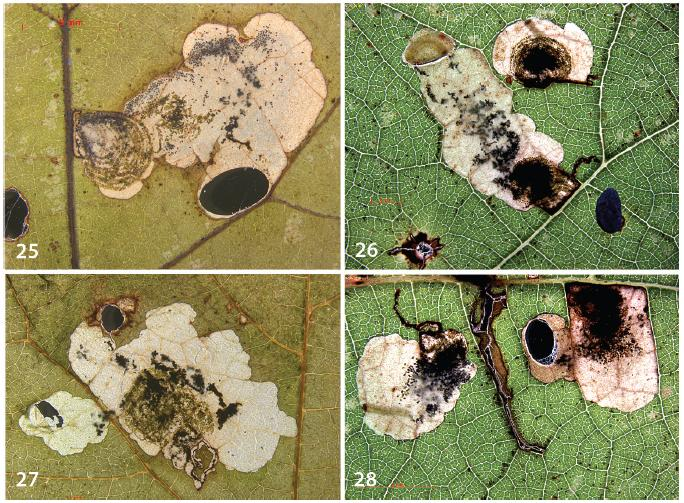
25 США: Теннесси — на Vitis vulpina, 26, 28 США: Джорджия — на Vitis aestivalis var. aestivalis, 27 США: Вермонт — на Vitis riparia